# Yannick Jadot
Yannick Jadot (ur. 27 lipca 1967 w Clacy-et-Thierret) – francuski działacz ekologiczny i polityk, eurodeputowany VII, VIII i IX kadencji, senator.

## Życiorys
Studiował ekonomię na Université Paris-Dauphine. Przebywał później na misjach humanitarnych w Burkina Faso i Bangladeszu. W latach 2002–2008 pełnił funkcję koordynatora francuskiego oddziału Greenpeace. Założył też własną proekologiczną organizację pod nazwą Alliance pour la planète.
W 2009 z listy Europe Écologie, tworzonej głównie przez Zielonych, uzyskał mandat deputowanego do Parlamentu Europejskiego VII kadencji. W 2014 i 2019 z powodzeniem ubiegał się o reelekcję.
W listopadzie 2016 zwyciężył w prawyborach zorganizowanych przez ugrupowanie Europe Écologie-Les Verts przed wyborami prezydenckimi w 2017. W lutym 2017 zrezygnował z kandydowania, deklarując poparcie dla socjalisty Benoît Hamona. We wrześniu 2021 wygrał prezydenckie prawybory przed kolejnymi wyborami w 2022, które zorganizowała koalicja ugrupowań ekologicznych Pôle écologiste. W pierwszej turze tych wyborów otrzymał 4,6% głosów, zajmując szóste miejsce wśród 12 kandydatów. Przed drugą turą głosowania wezwał do poparcia ubiegającego się o reelekcję Emmanuela Macrona.
W 2023 został wybrany w skład Senatu z Paryża.